# Hebel-Gymnasium Pforzheim
Das Hebel-Gymnasium ist das größte von fünf allgemeinbildenden, städtischen Gymnasien in Pforzheim. Benannt wurde es nach dem badischen Mundartdichter Johann Peter Hebel (1760–1826).

## Geschichte
Auf dem Gelände des heutigen Hebel-Gymnasiums stand die am 28. Juli 1911 eingeweihte Oberrealschule („Friedrichschule“), welche am 23. Februar 1945 zerstört wurde. Nach dem Krieg erfolgte der stark veränderte Wiederaufbau des Schulgebäudes, welches heute das Hebel-Gymnasium beherbergt. Da das benachbarte Reuchlin-Gymnasium nicht wiederaufgebaut wurde, war es 1948 bis 1968 zu Gast im Hebel-Gymnasium.
1976 wurde das Hebel-Gymnasium in Hebel I und Hebel II, das spätere Theodor-Heuss-Gymnasium, geteilt. Dieter Lang leitete bis zum Schuljahr 1978/79 noch beide Gymnasien.

## Profile
Das Hebel-Gymnasium bietet seinen Schülern drei Profile: Sprachen (Russisch und Spanisch), Musik und IMP (Informatik, Mathematik und Physik). Es ist eine DELF Schule.

## Austausch
Schüleraustausch wird mit Tschenstochau (Polen), Nevşehir (Türkei), Amersfoort (Niederlande), Albacete (Spanien) und Linköping (Schweden) gepflegt.

## Bekannte ehemalige Schüler
- Jürgen Elsässer (* 1957), Journalist, Publizist und politischer Aktivist
- Freia Hoffmann (* 1945), Musikwissenschaftlerin und Professorin
- Bastian Rosenau (* 1980), Politiker und Landrat
- Harald Schuh (* 1956), Geodät und Professor
- Klaus Spürkel (1948–2016), Schauspieler und Hörspielsprecher